# Кунтугушево
Кунтугу́шево (рос. Кунтугушево, башк. Көнтүгеш) — присілок у складі Балтачевського району Башкортостану, Росія. Входить до складу Кунтугушевської сільської ради.
Населення — 247 осіб (2010; 276 у 2002).
Національний склад:
- башкири — 92 %